# 第54回全国高等学校サッカー選手権大会
第54回全国高等学校サッカー選手権大会（だい54かいぜんこくこうとうがっこうサッカーせんしゅけんたいかい）は、1976年1月に行われた、全国高等学校サッカー選手権大会である。

## 概要
- キャッチフレーズ 青春がつかむ感動

### 日程
- 1回戦　1月3日・4日
- 2回戦　1月5日
- 準々決勝　1月6日
- 準決勝　1月7日
- 決勝　1月8日

### 使用会場
- 長居陸上競技場（1回戦～決勝）
- 靱蹴球場（1回戦～2回戦）

この年をもって、大阪府での開催は最後となり、次年度から開催地が首都圏に移った

## 出場校
山梨県が第44回大会以来10年ぶりに単独代表となり、29地区の代表校が出場。
北海道・東北
- 北海道代表 室蘭大谷
- 北奥羽代表 遠野（岩手県）
- 西奥羽代表 日大山形（山形県）
- 東北代表 仙台育英（宮城県）

関東
- 北関東代表 前橋工（群馬県）
- 埼玉県代表 浦和南
- 東関東代表 八千代（千葉県）
- 東京都代表 本郷
- 神奈川県代表 日大高
- 山梨県代表 韮崎

北信越・東海
- 北越代表 巻（新潟県）
- 北陸代表 金沢桜丘（石川県）
- 長野県代表 丸子実
- 静岡県代表 静岡工
- 愛知県代表 愛知
- 三岐代表 上野（三重県）

近畿
- 京滋代表 紫野（京都府）
- 大阪府代表 摂津
- 兵庫県代表 神戸
- 紀和代表 新宮（和歌山県）

中国
- 東中国代表 米子工（鳥取県）
- 広島県代表 広島工
- 西中国代表 山口（山口県）

四国
- 南四国代表 徳島商（徳島県）
- 北四国代表 東予工（愛媛県）

九州
- 福岡県代表 福岡商
- 西九州代表 島原商（長崎県）
- 東九州代表 大分工（大分県）
- 南九州代表 鹿児島工（鹿児島県）

## 試合

### 1回戦
- 愛知 2 - 2(PK4 - 2) 摂津
- 島原商 3 - 0 紫野
- 東予工 1 - 1(PK4 - 3) 八千代
- 大分工 2 - 1 遠野
- 山口 2 - 0 金沢桜丘
- 日大山形 5 - 0 上野
- 広島工 10 - 0 巻

- 室蘭大谷 4 - 0 新宮
- 韮崎 1 - 1(PK7 - 6) 鹿児島工
- 前橋工 3 - 0 仙台育英
- 福岡商 3 - 3(PK3 - 1) 徳島商
- 神戸 7 - 2 米子工
- 浦和南 3 - 1 丸子実

### 2回戦
- 大分工 1 - 0 本郷
- 愛知 0 - 0(PK4 - 1) 山口
- 福岡商 2 - 1 前橋工
- 浦和南 3 - 1 神戸

- 島原商 2 - 1 日大高
- 広島工 4 - 0 日大山形
- 韮崎 1 - 0 室蘭大谷
- 静岡工 2 - 0 東予工

### 準々決勝
- 愛知 2 - 1 大分工
- 浦和南 2 - 0 福岡商

- 広島工 1 - 1(PK4 - 3) 島原商
- 静岡工 2 - 2(PK4 - 2) 韮崎

### 準決勝
- 浦和南 4 - 0 愛知
- 静岡工 3 - 0 広島工

### 決勝
- 浦和南 2 - 1 静岡工